# Saarmund
Saarmund – dawne miasto, obecnie dzielnica gminy Nuthetal we wschodnich Niemczech nad rzeką Nuthe, w kraju związkowym Brandenburgia, w powiecie Potsdam-Mittelmark. Znajduje się tu trawiaste lotnisko  Flugplatz Saarmund (EDCS).
Do końca 1861 roku Saarmund był samodzielnym miastem; prawa miejskie utracił 1 stycznia 1862 roku. Nadal zachował się miejski układ urbanistyczny z rynkiem.
26 października 2003 wszedł w skład gminy Nuthetal.